# ليزلي وايت
ليزلي وايت (بالإنجليزية: Leslie White)‏ (و. 1900 – 1975 م) هو عالم إنسان أمريكي، ولد في ساليدا، توفي عن عمر يناهز 75 عاماً.

## التعليم
تعلم في جامعة بافالو، وجامعة كولومبيا.

## روابط خارجية
- ليزلي وايت على موقع الموسوعة البريطانية (الإنجليزية)
- ليزلي وايت على موقع إن إن دي بي (الإنجليزية)